# Drongen
Drongen är en ort i Belgien.   Den ligger i provinsen Östflandern och regionen Flandern, i den nordvästra delen av landet, 50 km väster om huvudstaden Bryssel. Drongen ligger 5 meter över havet och antalet invånare är 12 218.
Terrängen runt Drongen är mycket platt. Runt Drongen är det mycket tätbefolkat, med 1 221 invånare per kvadratkilometer.. Närmaste större samhälle är Gent, 4,2 km öster om Drongen. 
Runt Drongen är det i huvudsak tätbebyggt.

## Kända profiler
Fotbollsspelaren Kevin De Bruyne är född och uppvuxen i staden och som numera spelar för den engelska klubben Manchester City och det belgiska landslaget. De Bruyne anses allmänt vara en av världens bästa fotbollsspelare.